# آناستازیا پاولیوچنکوا
 آناستازیا پاولیوچنکوا (روسی: Анастаси́я Серге́евна Павлюче́нкова؛ زادهٔ ۳ ژوئیهٔ ۱۹۹۱) یک تنیس‌باز اهل روسیه است.